# Surfe nos Jogos Pan-Americanos de 2023 - Shortboard masculino
A competição do shortboard masculino do surfe nos Jogos Pan-Americanos de 2023 foi disputada entre 24 e 30 de outubro de 2023 na praia de Punta de Lobos, em Pichilemu. Um total de 16 surfistas de 9 Comitês Olímpicos Nacionais (CON) participaram do evento.

## Calendário
Horário local (UTC−3).
| Data          | Hora  | Fase              |
| ------------- | ----- | ----------------- |
| 24 de outubro | 13:22 | Principal fase 1  |
| 25 de outubro | 11:04 | Repescagem fase 1 |
| 26 de outubro | 09:32 | Principal fase 2  |
| 26 de outubro | 12:32 | Repescagem fase 2 |
| 26 de outubro | 17:12 | Repescagem fase 3 |
| 27 de outubro | 08:00 | Principal fase 3  |
| 27 de outubro | 11:04 | Repescagem fase 4 |
| 27 de outubro | 15:40 | Repescagem fase 5 |
| 27 de outubro | 16:26 | Principal fase 4  |
| 30 de outubro | 09:52 | Finais            |

## Medalhistas
| Ouro   | PER Lucca Mesinas      |
| Prata  | VEN Francisco Bellorín |
| Bronze | PER Miguel Tudela      |

## Resultados

### Fase principal
Os vencedores de cada duelo avançam para a próxima rodada enquanto os perdedores avançam para a respectiva rodada na repescagem.
|  | Fase 1                   | Fase 1                   | Fase 1 |  |  | Fase 2                   | Fase 2                   | Fase 2                 |       |                   | Fase 3            | Fase 3            | Fase 3 |  |  | Fase 4 | Fase 4 | Fase 4 |
|  |                          |                          |        |  |  |                          |                          |                        |       |                   |                   |                   |        |  |  |        |        |        |
|  | PER Miguel Tudela        | PER Miguel Tudela        | 14.27  |  |  |                          |                          |                        |       |                   |                   |                   |        |  |  |        |        |        |
|  | VEN José Joaquín López   | VEN José Joaquín López   | 11.60  |  |  | PER Miguel Tudela        | PER Miguel Tudela        | 12.33                  |       |                   |                   |                   |        |  |  |        |        |        |
|  | BRA Krystian Kymerson    | BRA Krystian Kymerson    | 10.04  |  |  | BRA Krystian Kymerson    | BRA Krystian Kymerson    | 11.53                  |       |                   |                   |                   |        |  |  |        |        |        |
|  | BRA Marcos Correa        | BRA Marcos Correa        | 8.80   |  |  |                          |                          |                        |       | PER Miguel Tudela | PER Miguel Tudela | 13.96             |        |  |  |        |        |        |
|  | ARG Leandro Usuna        | ARG Leandro Usuna        | 15.83  |  |  |                          | PER Lucca Mesinas        | PER Lucca Mesinas      | 11.83 |                   |                   |                   |        |  |  |        |        |        |
|  | ARG Franco Rodziunas     | ARG Franco Rodziunas     | 7.33   |  |  | ARG Leandro Usuna        | ARG Leandro Usuna        | 5.60                   |       |                   |                   |                   |        |  |  |        |        |        |
|  | PER Luccas Mesinas       | PER Luccas Mesinas       | 17.67  |  |  | PER Lucca Mesinas        | PER Lucca Mesinas        | 10.66                  |       |                   |                   |                   |        |  |  |        |        |        |
|  | CHI Guillermo Satt       | CHI Guillermo Satt       | 8.67   |  |  |                          |                          |                        |       |                   | PER Miguel Tudela | PER Miguel Tudela | 8.66   |  |  |        |        |        |
|  | MEX Alan Cleland         | MEX Alan Cleland         | 12.83  |  |  |                          | VEN Francisco Bellorín   | VEN Francisco Bellorín | 12.33 |                   |                   |                   |        |  |  |        |        |        |
|  | CHI Manuel Selman        | CHI Manuel Selman        | 9.77   |  |  | MEX Alan Cleland         | MEX Alan Cleland         | 16.00                  |       |                   |                   |                   |        |  |  |        |        |        |
|  | PAN Isauro Elizondo      | PAN Isauro Elizondo      | 6.10   |  |  | PAN Jean Carlos González | PAN Jean Carlos González | 4.80                   |       |                   |                   |                   |        |  |  |        |        |        |
|  | PAN Jean Carlos González | PAN Jean Carlos González | 7.90   |  |  |                          |                          |                        |       | MEX Alan Cleland  | MEX Alan Cleland  | 4.93              |        |  |  |        |        |        |
|  | MEX Sebastián Williams   | MEX Sebastián Williams   | 9.96   |  |  |                          | VEN Francisco Bellorín   | VEN Francisco Bellorín | 8.53  |                   |                   |                   |        |  |  |        |        |        |
|  | CRC Oscar Urbina         | CRC Oscar Urbina         | 13.04  |  |  | CRC Oscar Urbina         | CRC Oscar Urbina         | 5.00                   |       |                   |                   |                   |        |  |  |        |        |        |
|  | CAN Cody Young           | CAN Cody Young           | 9.50   |  |  | VEN Francisco Bellorín   | VEN Francisco Bellorín   | 10.46                  |       |                   |                   |                   |        |  |  |        |        |        |
|  | VEN Francisco Bellorín   | VEN Francisco Bellorín   | 12.93  |  |  |                          |                          |                        |       |                   |                   |                   |        |  |  |        |        |        |

### Repescagem
Os vencedores de cada duelo avançam para a próxima rodada.
| Fase 1                 | Fase 1 |  |  | Fase 2                   | Fase 2 |  |  | Fase 3                   | Fase 3 |  |  | Fase 4                | Fase 4 |
|                        |        |  |  |                          |        |  |  |                          |        |  |  |                       |        |
|                        |        |  |  | BRA Marcos Correa        | 7.40   |  |  |                          |        |  |  | BRA Krystian Kymerson | 10.43  |
| VEN José Joaquín López | 4.50   |  |  | BRA Krystian Kymerson    | 14.50  |  |  |                          |        |  |  | PER Lucca Mesinas     | 10.80  |
| BRA Marcos Correa      | 16.16  |  |  |                          |        |  |  | BRA Krystian Kymerson    | 13.86  |  |  |                       |        |
|                        |        |  |  |                          |        |  |  | ARG Leandro Usuna        | 9.00   |  |  |                       |        |
|                        |        |  |  | CHI Guillermo Satt       | 9.90   |  |  |                          |        |  |  |                       |        |
| ARG Franco Radzunias   | 5.84   |  |  | ARG Leandro Usuna        | 10.96  |  |  |                          |        |  |  |                       |        |
| CHI Guillermo Satt     | 10.53  |  |  |                          |        |  |  |                          |        |  |  |                       |        |
|                        |        |  |  |                          |        |  |  |                          |        |  |  |                       |        |
|                        |        |  |  | CHI Manuel Selman        | 4.86   |  |  |                          |        |  |  | CAN Cody Young        | 11.00  |
| CHI Manuel Selman      | 7.50   |  |  | PAN Jean Carlos González | 10.50  |  |  |                          |        |  |  | MEX Alan Cleland      | 6.87   |
| PAN Isauro Elizondo    | 6.60   |  |  |                          |        |  |  | PAN Jean Carlos González | 9.37   |  |  |                       |        |
|                        |        |  |  |                          |        |  |  | CAN Cody Young           | 14.50  |  |  |                       |        |
|                        |        |  |  | CAN Cody Young           | 11.20  |  |  |                          |        |  |  |                       |        |
| MEX Sebastián Williams | 10.14  |  |  | CRC Oscar Urbina         | 11.17  |  |  |                          |        |  |  |                       |        |
| CAN Cody Young         | 12.33  |  |  |                          |        |  |  |                          |        |  |  |                       |        |

### Finais
O vencedor da quinta fase da repescagem avança para a disputa pela medalha de bronze. O vencedor da disputa pela medalha de bronze avança para a disputa da medalha de ouro enquanto o perdedor recebe a medalha de bronze.
|  | Repescagem fase 5 |                   |       |
|  |                   |                   |       |
|  | PER Lucca Mesinas | PER Lucca Mesinas | 14.67 |
|  | CAN Cody Young    | CAN Cody Young    | 13.83 |

|  | Disputa pelo bronze |                   |       |
|  |                     |                   |       |
|  | PER Lucca Mesinas   | PER Lucca Mesinas | 15.50 |
|  | PER Miguel Tudela   | PER Miguel Tudela | 8.57  |

|  | Disputa pelo ouro      |                        |       |
|  |                        |                        |       |
|  | VEN Francisco Bellorín | VEN Francisco Bellorín | 9.10  |
|  | PER Lucca Mesinas      | PER Lucca Mesinas      | 13.16 |